# Jiří Čadek
Jiří Čadek (* 7. Dezember 1935 in Pavlíkov; † 20. Dezember 2021) war ein tschechoslowakischer Fußballspieler. Er nahm an der Fußball-Weltmeisterschaft 1958 teil.

## Karriere

### Verein
Čadek begann in seiner Heimatstadt bei Sokol Pavlíkov mit dem Fußballspielen. Im Seniorenbereich spielte er zunächst für den Prager Stadtteilklub Avia Čakovice, bis er 1954 zu Dukla Prag wechselte. Dort wurde er zwischen 1956 und 1969 siebenfacher tschechoslowakischer Meister und vierfacher Pokalsieger.

### Nationalmannschaft
Am 1. Mai 1957 debütierte Čadek bei der 0:1-Niederlage im Qualifikationsspiel zur Fußball-Weltmeisterschaft 1958 gegen Wales in der tschechoslowakischen Nationalmannschaft. Sein zweites Länderspiel bestritt er fast ein Jahr später am 2. April 1958 gegen die deutsche Nationalmannschaft. 
Er wurde in das tschechoslowakische Aufgebot für die Weltmeisterschaft 1958 in Schweden berufen. Hier kam Čadek im ersten Gruppenspiel gegen Nordirland zum Einsatz. Es war sein letztes von drei Länderspielen, in denen er ohne Torerfolg blieb.

## Erfolge
- Tschechoslowakische Fußballmeisterschaft: 1956, 1958, 1961, 1962, 1963, 1964 und 1966
- Tschechoslowakischer Fußballpokal: 1961, 1965, 1966 und 1969